# Jamkówka miodowa
Jamkówka miodowa (Flavidoporia mellita (Niemelä & Penttilä) Audet) – gatunek grzybów z rzędu żagwiowców (Polyporales).

## Systematyka i nazewnictwo
Pozycja w klasyfikacji: Flavidoporia, Fomitopsidaceae, Polyporales, Incertae sedis, Agaricomycetes, Agaricomycotina, Basidiomycota, Fungi.
Po raz pierwszy gatunek ten opisali w 1889 r. Tuomo Niemelä i R. Penttila, nadając mu nazwę Antrodia mellita, do rodzaju Flavidoporia przeniósł go Serge Audet w 2017 r.
Polską nazwę zaproponował Władysław Wojewoda w 2003 r. Jest niespójna z aktualną nazwą naukową.

## Występowanie i siedlisko
Występuje w Europie i azjatyckiej części Rosji. Najwięcej stanowisk podano na Półwyspie Skandynawskim. W Polsce do 2003 r. tylko dwukrotnie podano ten gatunek; w 1978 i 1992 r. w Ustrzykach Dolnych. Według W. Wojewody jego rozprzestrzenienie nie jest dokładnie znane, może być bardzo rzadki i zagrożony. Nie znalazł się jednak w Czerwonej liście roślin i grzybów Polski.
Nadrzewny grzyb saprotroficzny występujący w lasach mieszanych na martwym drewnie, zwłaszcza buka.